# Violet Dunn-Gardner
Pour les articles homonymes, voir Dunn-Gardner.
Violet Emma Dunn-Gardner, née à Marylebone (Londres) le 20 mai 1862 et morte le 24 avril 1946 à Cambridge, est une peintre britannique.

## Biographie
Élève de Luigi Chialiva (it), elle expose en 1929 au Salon des artistes français, dont elle est membre, la toile Paysage en Lombardie. 
Elle est inhumée au cimetière de Cambridge.